# يا وردة من فوق بانه

## ناظم القصيدة
الشيخ محمد بن علي بن أحمد الحرفوشي الحريري العاملي الكركي الشامي عالم دين شيعي، كان عالماً فاضلاً أديباً ماهراً محققاً مدققاً شاعراً منشئاً حافظاً، أعرف أهل عصره بعلوم العربية، قرأ على السيد نور الدين علي بن علي بن أبي الحسن الموسوي العاملي في مكة «جملة من كتب الفقه والحديث» وقرأ على جماعة من فضلاء عصره من الخاصة والعامة.

## القصيدة
نظمت هذه القصيدة الشهيرة (يا وردة من فوق بانه) في مديح علي بن أبي طالب في 25 بيتاً؛ وفيما يلي أبياتها: 

## وصلات خارجية
```
منتديات مدرسة الإخباريين، التعريف بعلماء وفقهاء المدرسة الأخبارية
 
نسخة محفوظة
 01 يناير 2018 على موقع 
واي باك مشين
.
```